# رصدخانه ملی ستاره‌شناسی ژاپن
۳۵°۴۰′۳۱″شمالی ۱۳۹°۳۲′۱۷″شرقی / ۳۵٫۶۷۵۲۱۷۲°شمالی ۱۳۹٫۵۳۸۰۸۳۱°شرقی

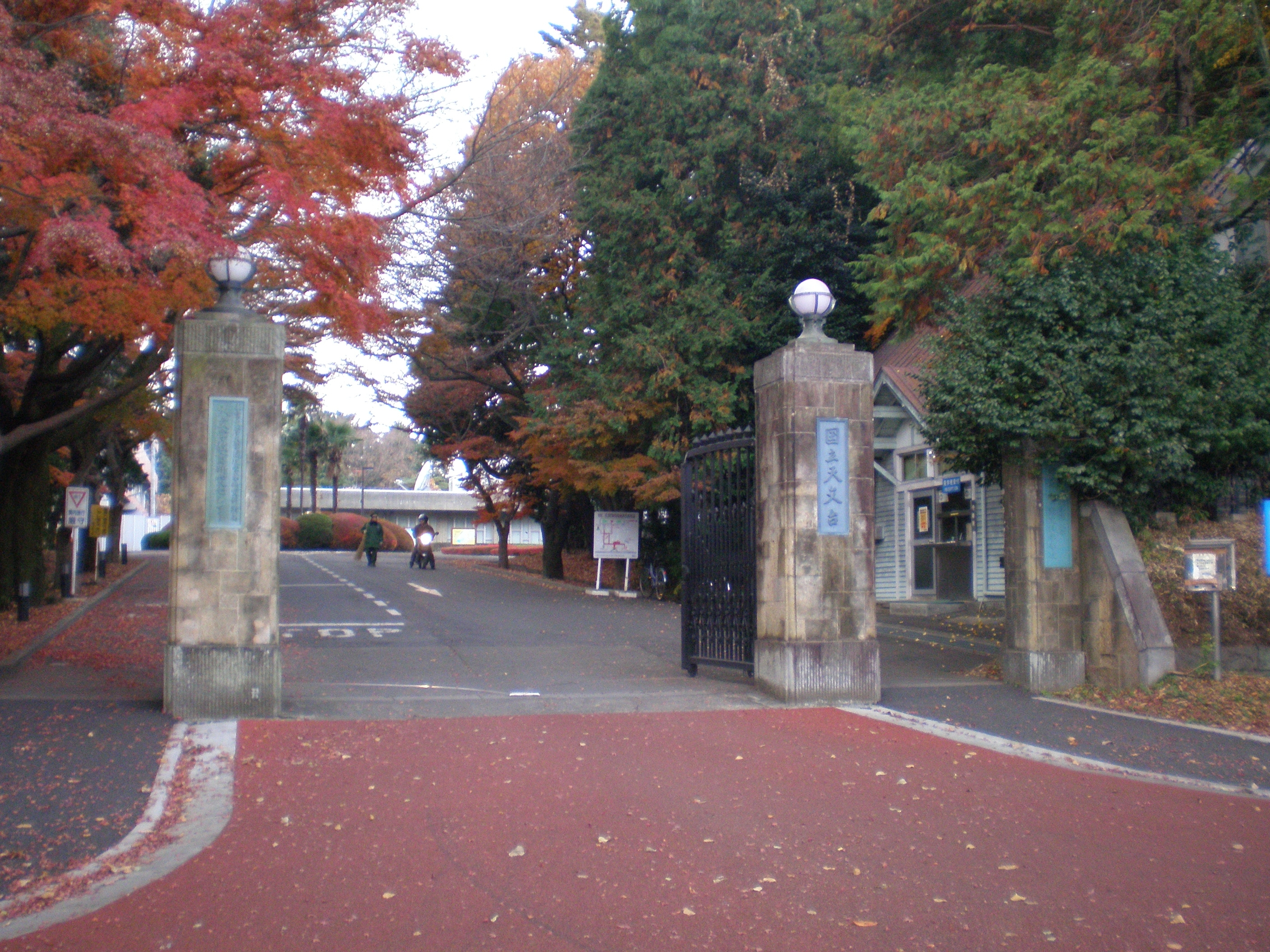
ورودی

رصدخانه ملی ستاره‌شناسی ژاپن(به ژاپنی: 国立天文台، تلفظ:kokuritsu tenmondai) (مخفف:NAOJ)یک نهاد تحقیقاتی در زمینه ستاره‌شناسی در ژاپن است.این نهاد در سال ۱۹۸۸ با ادغام چند سازمان ایجاد شد- رصدخانه توکیو، دانشگاه توکیو و رصدخانه بین‌المللی میزوساوا و بخشی از اسنتیتیوی تحقیقات جوی دانشگاه ناگویا
در سال ۲۰۰۴ این رصدخانه به بخشی از انیستیوی ملی علوم طبیعی تبدیل شد. سنسورهای تصویر CCD ساخته شده توسط شرکت هاماماتسو در تلسکوپ سوبارو و رصد خانه ملی ستاره‌شناسی ژاپن بکار گرفته شده‌اند.